# Hannes Germann
Hannes Germann (Schaffhausen, 1 juli 1956) is een Zwitsers politicus voor de Zwitserse Volkspartij (SVP/UDC) uit het kanton Schaffhausen. Hij zetelt sinds 2002 in de Kantonsraad, waarvan hij in de periode 2013-2014 voorzitter was.

## Biografie

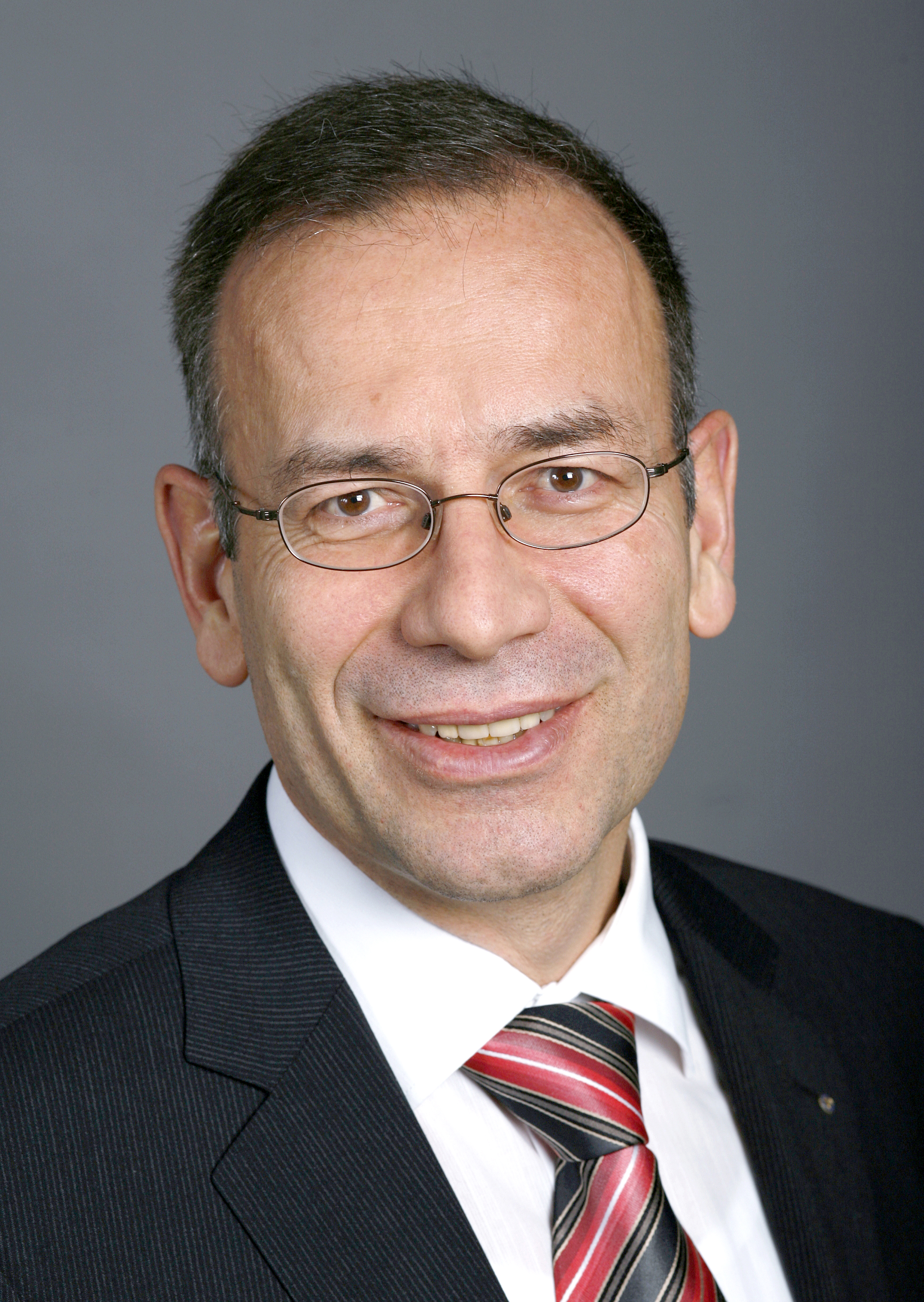
Hannes Germann in 2007.

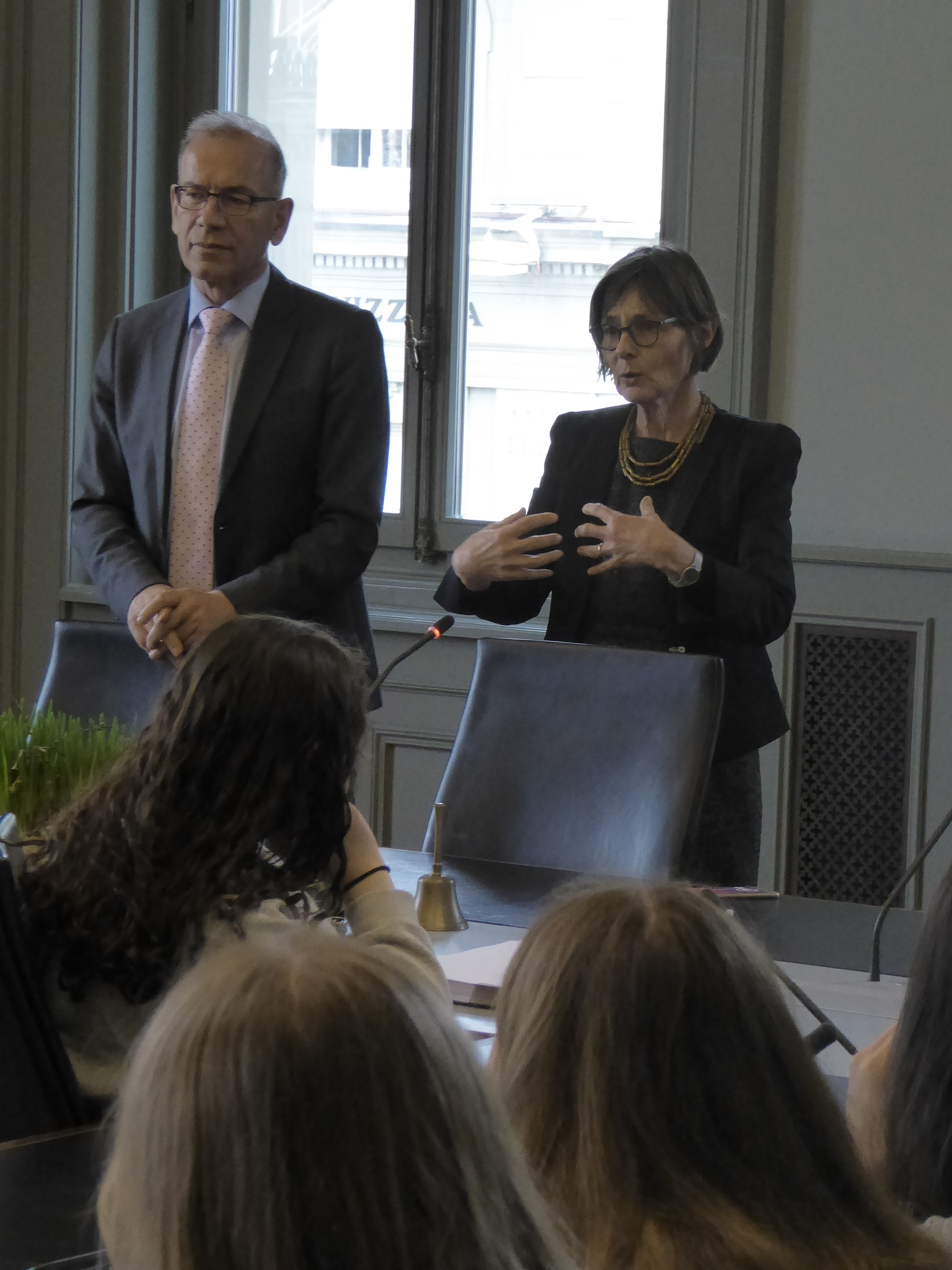
Hannes Germann (links) in 2019, naast lid van de Nationale Raad Martina Munz.

Hannes Germann is afkomstig uit Merishausen. Hij was onderwijzer in het lager onderwijs.

### Kantonnale politiek
In 1983 was hij een van de stichtende leden van de lokale SVP/UDC-afdeling in Oberhallau. Van 1997 tot december 2008 was hij de laatste burgemeester van Opfertshofen, tot die gemeente per 1 januari 2009 opging in de gemeente Thayngen. Van januari 1997 tot december 2001 was hij bovendien lid van de Kantonsraad van Schaffhausen.

### Kantonsraad
Op 16 september 2002 maakte hij de overstap naar de federale politiek en werd hij lid van de Kantonsraad als opvolger van Rico Wenger, die op 10 juni van dat jaar in dienst was overleden. Germann werd meermaals herverkozen, namelijk in in 2003, in 2007, in 2011, in 2015 en in 2019. Door de verrassende niet-herverkiezing van de sinds 1999 in de Kantonsraad zetelende Filippo Lombardi (CVP/PDC) bij de verkiezingen van 2019 (ten voordele van de socialiste Marina Carobbio Guscetti), was Germann in de 51e legislatuur (2019-2023) het langstzittend lid van de Kantonsraad.
Germann is tevens lid van de Parlementaire Vergadering van de Raad van Europa en voorzitter van de Zwitserse federatie van groentehandelaren.